# Svezia ai Giochi della IV Olimpiade
La Svezia partecipò ai Giochi della IV Olimpiade che si sono svolti a Londra dal 25 agosto all'11 settembre 1908, con una delegazione di 168 atleti impegnati in quattordici discipline.

## Medaglie
| Medaglia | Nome   | Sport      | Evento                                  | -               |
| -------- | ------ | ---------- | --------------------------------------- | --------------- |
| Bronzo   | Svezia | Pallanuoto | Pallanuoto ai Giochi della IV Olimpiade | Torneo maschile |

## Risultati

### Pallanuoto
| Atleta | Classifica                                                                        |                   |
| --- | --------------------------------------------------------------------------------- | ----------------- |
| V · D · M Nazionale maschile svedese di pallanuoto · Giochi olimpici - Londra 1908 Andersson · Bergvall · Hanson · Julin · Kumfeldt · Runström · Wennerström · CT : - | Bronzo                                                                            |                   |
| Nazionale maschile svedese di pallanuoto · Giochi olimpici - Londra 1908                                                                                              |                                                                                   |                   |
| Andersson · Bergvall · Hanson · Julin · Kumfeldt · Runström · Wennerström · CT: -                                                                                     | Andersson · Bergvall · Hanson · Julin · Kumfeldt · Runström · Wennerström · CT: - | Svezia (bandiera) |